# Tadeusz Gliwic
Tadeusz Gliwic (imię zakonne: Hipolit Matada; ur. 14 sierpnia 1907 w Sankt Petersburgu, zm. 19 maja 1994 w Warszawie) – polski ekonomista i działacz społeczny, wolnomularz, Wielki Mistrz Wielkiej Loży Narodowej Polski.

## Życiorys

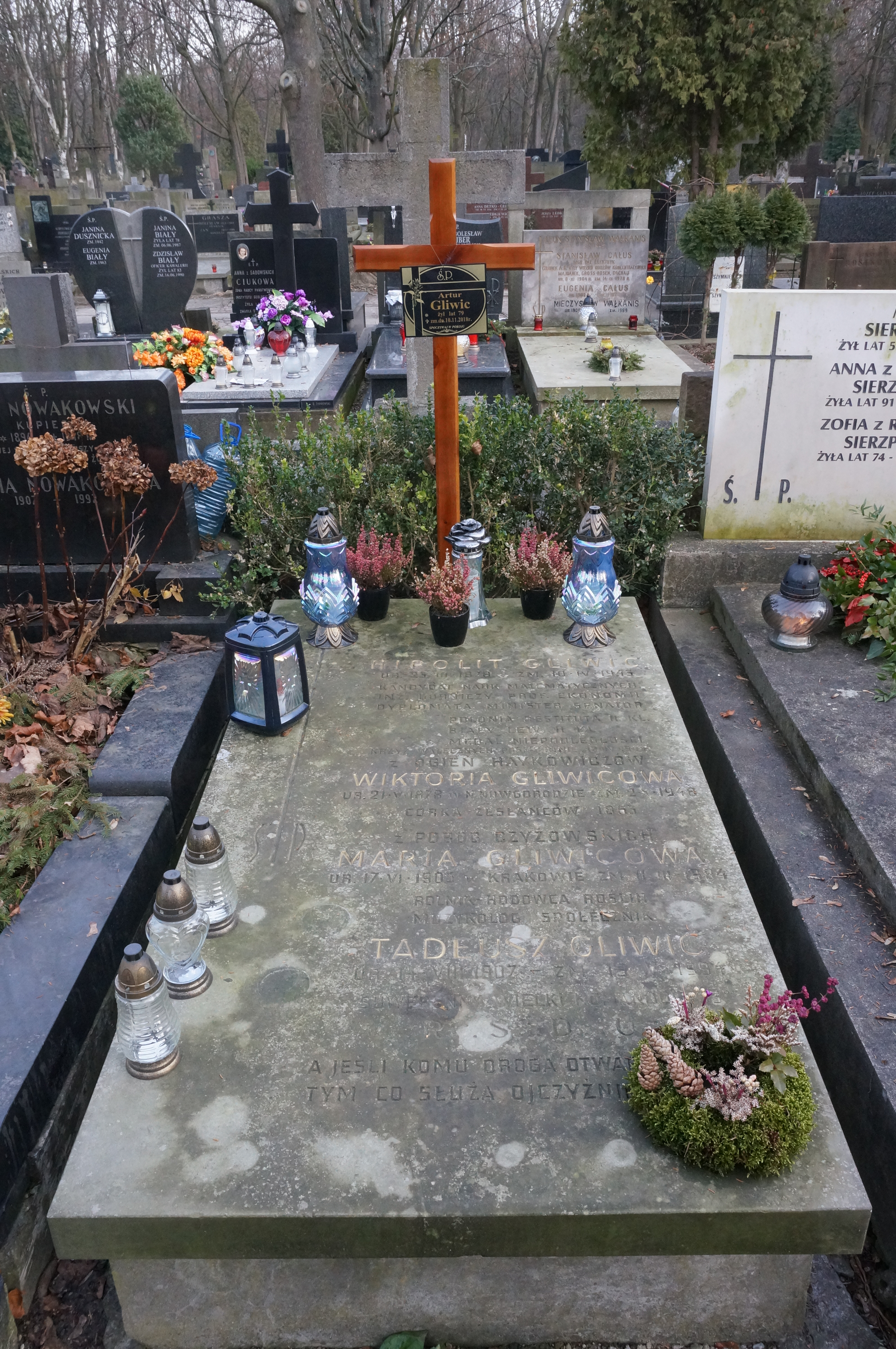
Grób Tadeusza Gliwica na cmentarzu Powązkowskim

Był synem Hipolita Gliwica. Ukończył studia na Uniwersytecie Warszawskim. Po II wojnie światowej wykładał na Uniwersytecie Wrocławskim, pracował także w Centralnym Urzędzie Planowania (CUP), następnie był zatrudniony m.in. w Instytucie Urbanistyki i Architektury, Żywienia Zbiorowego i Handlu Wewnętrznego oraz Zarządzie Centralnego Związku Rzemieślniczych Spółdzielni Zaopatrzenia i Zbytu.
Od 1934 zasiadał w warszawskiej loży wolnomularskiej "Kopernik", a w latach 1937–1938 pracował jako sekretarz loży "Staszic" w Sosnowcu. Do działalności w wolnomularstwie powrócił w 1961 – był wówczas członkiem założycielem działającej niejawnie loży "Kopernik". Sprawował funkcję jej sekretarza (1961–1962; 1971–1988). W 1988 został następcą Jana Józefa Lipskiego jako wielki mistrz loży "Kopernik". 1991 objął funkcję wielkiego mistrza Wielkiej Loży Narodowej Polski (WLNP), którą pełnił do śmierci.
W 1993 został mianowany Suwerennym Wielkim Komandorem 33 Stopnia Polskiej Rady Najwyższej Rytu Szkockiego Dawnego Uznanego.
Był wieloletnim działaczem Stronnictwa Demokratycznego. Organizował Klub Demokratyczny w Zagłębiu Śląsko-Dąbrowskim (1938–1939). Do Stronnictwa należał również po wojnie, sprawował m.in. funkcję przewodniczącego Dzielnicowego Komitetu SD na Ochocie. Pod koniec życia pełnił obowiązki przewodniczącego Klubu Seniorów przy Stołecznym Komitecie SD.
Żonaty z Marią Gliwicową, rolnikiem, hodowcą nasion oraz muzykologiem. Został pochowany na warszawskich Powązkach (kwatera 241-4-20).